# Myeongnyun-dong, Wonju
Myeongnyun-dong (koreanska: 명륜동) är en stadsdel i staden Wonju i provinsen Gangwon i den centrala delen av Sydkorea, 90 km öster om huvudstaden Seoul.

## Indelning
Administrativt är Myeongnyun-dong indelat i:
| Namn    | Namn                  | Yta km² | Invånare 31 dec 2020 |
| ------- | --------------------- | ------- | -------------------- |
| 명륜1동 | Myeongnyun 1(il)-dong | 0,92    | 8 701                |
| 명륜2동 | Myeongnyun 2(i)-dong  | 0,95    | 15 701               |